# Покојник (ТВ филм из 1969)
„Покојник” је југословенски ТВ филм из 1969. године. Режирао га је Арса Милошевић а сценарио је написан по делу Бранислава Нушића.

## Улоге
| Глумац                  | Улога                        |
| ----------------------- | ---------------------------- |
| Никола Милић            | Инг. Павле Марић             |
| Олга Станисављевић      | Рина Марић                   |
| Миодраг Петровић Чкаља  | Анта Милосављевић            |
| Живојин Жика Миленковић | Спасоје Благојевић           |
| Власта Велисављевић     | Милан Новаковић              |
| Урош Гловацки           | Љубомир Протић, Спасојев зет |
| Даница Аћимац           | Агнија Вукичина тетка        |
| Љиљана Лашић            | Вукица Спасојева ћерка       |
| Жижа Стојановић         | Ана, служавка                |